# Usedom (stad)
För andra betydelser, se Usedom (olika betydelser).
Usedom är en stad i det tyska förbundslandet Mecklenburg-Vorpommern.
Staden ingår i kommunalförbundet Amt Usedom-Süd tillsammans med kommunerna Benz, Dargen, Garz, Kamminke, Korswandt, Koserow, Loddin, Mellenthin, Pudagla, Rankwitz, Stolpe auf Usedom, Ückeritz, Zempin och Zirchow.

## Geografi
Usedom ligger på ön med samma namn och tillhör distriktet Vorpommern-Greifswald.
Staden har 14 ortsdelar:
| - Gellenthin - Gneventhin - Karnin - Kölpin - Mönchow | - Ostklüne - Paske - Usedom - Vossberg - Welzin | - Westklüne - Wilhelmsfelde - Wilhelmshof - Zecherin |

## Historia

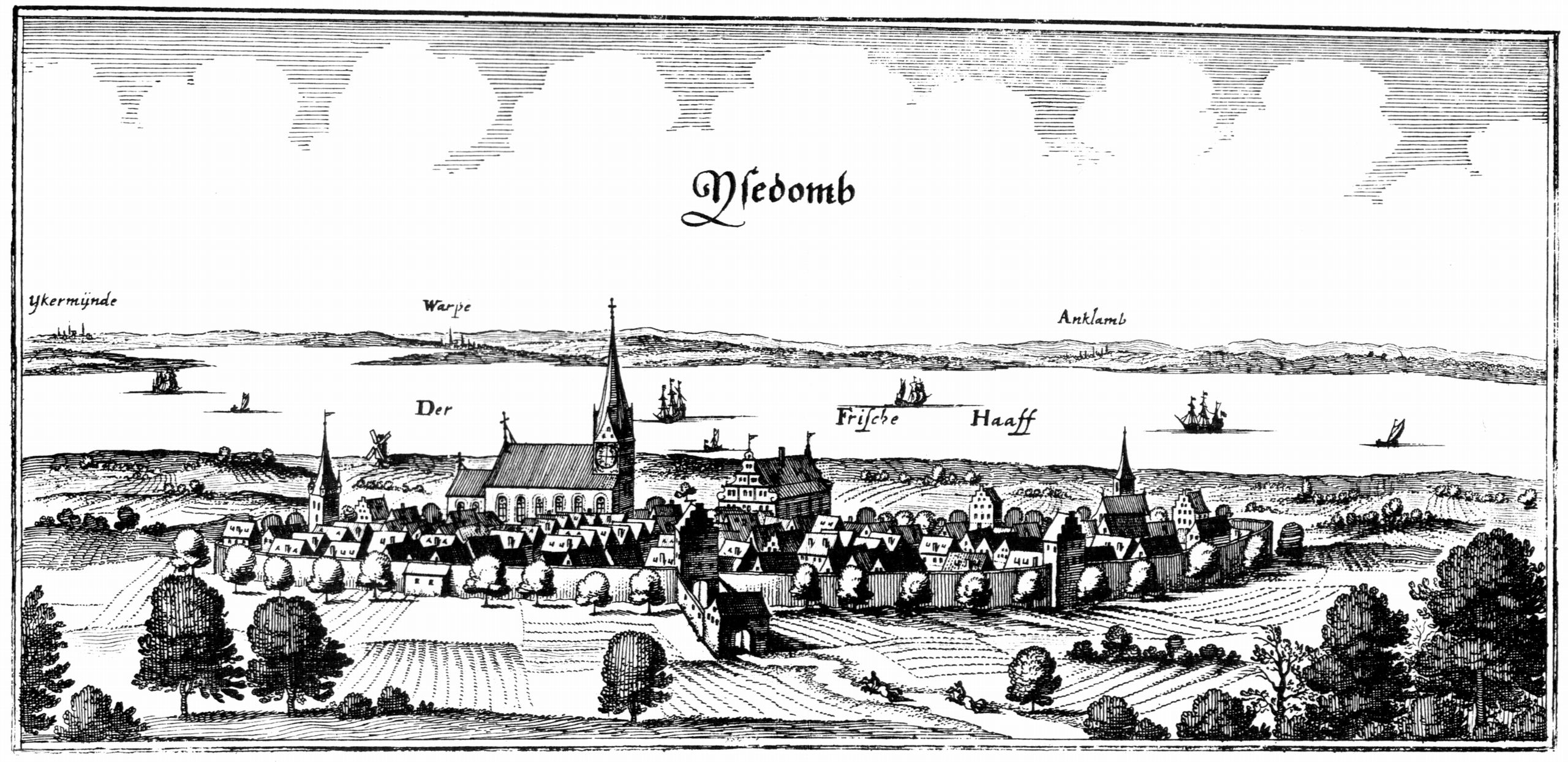
sett 1652

Under 700- och 800-talet bosatte sig slaviska stammar där Usedom numera ligger. På det nuvarande slottsberget fanns en slavisk borg under 900-talet. Borgen förstördes 1115–1119 av danskarna under kungen Nils av Danmark.
Usedom omnämns första gången av missionären Otto av Bamberg 1128 (Uznoimia civitas), där de västpommerska adelsmännen blev kristna på en lantdag i Usedom. Under mitten av 1100-talet var orten för en tid säte för de pommerska biskoparna, av vad som senare blev biskopsdömet Cammin.
Vid slutet av 1200-talet fick orten sina stadsrättigheter (1298).
Efter trettioåriga kriget kom staden Usedom att tillhöra Sverige 1648 genom Westfaliska freden och blev del av Svenska Pommern. Vid andra freden i Stockholm tillföll staden Preussen 1720.
Näringslivet präglades huvudsakligen av lantbruk och fiske. Under 1800-talet utvecklades industrin i staden, där ett sågverk och en ångkvarn grundades. 1876 anslöts staden till järnvägslinjen mellan Swinemünde (polska:Świnoujście) och Ducherow (anknytning till järnvägslinjenStralsund-Berlin).

### Befolkningsutveckling
Befolkningsutveckling  i Usedom
Källa:

## Kommunikationer

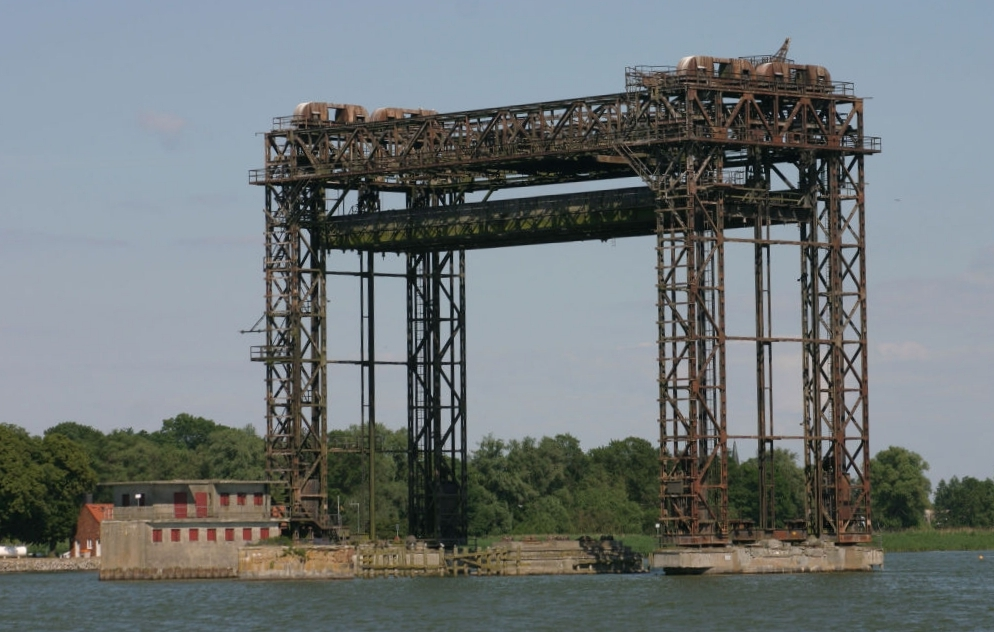
Lyftbron i ortsdelen Karnin

Genom staden går förbundsvägen (tyska:Bundesstraße) B 110, som förbinder Garz (vid den tysk-polska gränsen) och Rostock.

## Sevärdheter
- Mariakyrkan från 1300-talet, uppförd i tegel
- Gamla stan
- Ruin av lyftbron från 1933 i ortsdelen Karnin (förstördes delvis under andra världskriget)